# Cratere Hahn
Hahn è un cratere lunare di 87,49 km situato nella parte nord-orientale della faccia visibile della Luna.
Il cratere è dedicato a Friedrich von Hahn e Otto Hahn, rispettivamente astronomo e chimico tedeschi.

## Crateri correlati
Alcuni crateri minori situati in prossimità di Hahn sono convenzionalmente identificati, sulle mappe lunari, attraverso una lettera associata al nome.
| Hahn | Coordinate            | Diametro (in km) |
| ---- | --------------------- | ---------------- |
| A    | 29°40′12″N 69°43′12″E | 18,31            |
| B    | 31°22′48″N 76°58′48″E | 17,87            |
| D    | 27°24′36″N 68°27′36″E | 14,86            |
| E    | 27°40′48″N 69°59′24″E | 15,24            |
| F    | 32°09′36″N 72°53′24″E | 25,63            |